# جيمس وينسلو
جيمس وينسلو (بالإنجليزية: James Winslow)‏ هو سائق سيارة سباق بريطاني، ولد في 16 أبريل 1983 في Witham ‏ في المملكة المتحدة.

## روابط خارجية
- جيمس وينسلو على موقع DriverDB.com (الإنجليزية)